# يو كيمورا (ملاكم)
يو كيمورا (باليابانية: 木村悠) مواليد 23 نوفمبر 1983 في اليابان، هو ملاكم محترف ياباني يصنف ضمن فئة وزن الذبابة بدأ مسيرته الاحترافية سنة 2006 حيث انتصر في نزاله الأول. حقق بطولة المجلس العالمي للملاكمة.

## المسيرة الاحترافية
من نزالاته:
- انتصر على بيدرو غيفارا (28-11-2015).

## إحصائيات
خاض خلال مسيرته 22 نزالا، فاز في 18 وتعادل في 1 وخسر في 3. فاز بالضربة القاضية في 3 نزالات.

## روابط خارجية
- يو كيمورا على موقع بوكس ريك (الإنجليزية) (registration required)